# José Guerra Olazo
José Guerra (Villarreal de Urrechua, 1778 - La Paz, 1814) fue un militar español que participó en las campañas del Ejército realista en América contra los movimientos de independencia americanos.

## Biografía
José Guerra Olazo nació en Villarreal de Urrechua, en la región de Guipúzcoa, en 1778. Era hijo de Juan Ignacio Guerra y María Joaquina Olazo, de muy joven se decidió por la carrera militar, lo que le llevó a las Colonias españolas en 1807.
Para 1808 Guerra fue nombrado coronel de milicias del Partido de Chucuito, esto lo hizo establecerse en la ciudad de La Paz donde se casó con María Josefa Andrea Bustamante Peñaranda el 6 de febrero de 1808. Ella era hija de José Domingo Bustamante y Díaz Canseco y de María Josefa Peñaranda y Salgado, a través de su padre descendía de una familia bien posicionada en Arequipa desde la década de 1700 y por el lado materno descendía de Mancio Serra de Leguizamo, un capitán español que acompañó a Francisco Pizarro en la conquista del Perú.
Cuando la Revolución de La Paz estalló en 1809, Guerra abandonó la ciudad y se refugió en Arequipa con la familia de su esposa. Cuando José Manuel de Goyeneche fue encargado de dirigir un ejército para acabar con los movimientos revolucionarios, Guerra se ofreció inmediatamente para acompañarlo y fue nombrado como edecán de Goyeneche.
Guerra acompañó a Goyeneche en toda la campaña, desde la Batalla de Huaqui hasta la Batalla de Sipe Sipe. Cuando Goyeneche sintió que sus esfuerzos fueron en vano y abandonó el continente, Guerra decidió dejar la campaña y pidió licencia para regresar a la ciudad de La Paz.
En septiembre de 1814 la Rebelión del Cusco se acercaba a La Paz y el coronel Guerra se presentó a ofrecer sus servicios al gobernador Gregorio de Hoyos para defender la ciudad. Otros coroneles como Jorge Ballivián, Joaquín Revuelta o Protasio Armentia también se presentaron al servicio.
La ciudad cayó el 24 de septiembre y tanto el gobernador como los coroneles fueron arrestados en la casa de gobierno, cuando la pólvora del cuartel se incendió el día 28 provocó que el edificio estallara matando a varios rebeldes cuzqueños. Los sublevados acusaron a los españoles de este incidente y atacaron a los prisioneros y sus simpatizantes por toda la ciudad, José Guerra Olazo murió apaleado por esta multitud.

## Descendencia
José Guerra y María Bustamante tuvieron 5 hijos.
- María Josefa Victoria, casada con José María Ballivián de los Barrios, primo del coronel español Jorge Ballivián. La pareja tuvo 12 hijos entre los que se encontraba Ricardo Juan del que descendería el presidente Hugo Ballivián. Su hija María Josefa Raimunda sería esposa del futuro presidente Tomás Frías Ametller.
- Pedro José Domingo, a través de su matrimonio con Mary Rynd emparentó con Lord Palmerston. Llegó a ser presidente de la República de Bolivia en 1879. Su nieto José Gutiérrez Guerra también fue presidente en 1917.
- Hermenegildo, casado con Cecilia Nava y Merino.
- Dionisio.
- Petrona, casada con Mariano Ballivián y Segurola, hijo de Jorge Ballivián.